# Мария Герова
Мария Христова Пулиева-Герова е българска деятелка, инициаторка, дарителка на женски благотворителни дружества и спомоществувателка на девическото просвещение в България. Жена е на Найден Геров.
Мария Герова е родена през 1840 г. в град Карлово. Баща ѝ е търговецът Христо Т. Пулиев (1808 – 1851), а майка ѝ е Рада. Братът на Мария, Тодор, се е сродил с Иван Евстратиев Гешов. Семейство Пулиеви са близки с меценатите Евлоги и Христо Георгиеви, които са нейни братовчеди. През 1858 г. я взима Найден Геров.
Едно от нейните първи благородни дела е създаването през 1869 г. на карловското женско дружество „Възпитание“. Същата година в Пловдивското девическо училище тя устройва публична изложба от ученически ръкоделия, на която Рада Киркович, нейна племенница, държи встъпителната реч. Във връзка с подобни изяви започват да събират средства за по-сиромашки ученички и събират средства за закупуването на ученически помагала.
Мария Герова става през 1873 г. първата председателка на Женското благотворително дружество „Майчина грижа“ в Пловдив. Материалното ѝ състояние през 1861 г. позволява да предаде средства на девическото училище „Благовещение“ и болницата в Пловдив.

## Самейство
Мария и Найден Герови са родители на Геро (Герчо) Найденов Геров, Богдан Найденов Геров (починал почти веднага след раждането), Деяна Найденова Герова, Христо (Хитю) Найденов Геров, Евлогий Найденов Геров и Рада Найденова Герова, съпруга на адвоката и политик Теодор Теодоров.